# Milano-Vignola 1976
La Milano-Vignola 1976, ventiquattresima edizione della corsa, si svolse il 29 aprile 1976 per un percorso totale di 239 km, con partenza da Rogoredo ed arrivo a Vignola. La vittoria fu appannaggio del belga Rik Van Linden, il quale completò la gara in 6h12'00", alla media di 38,548 km/h precedendo gli italiani Pierino Gavazzi e Daniele Tinchella.

## Ordine d'arrivo (Top 10)
| Pos. | Corridore          | Squadra         | Tempo    |
| ---- | ------------------ | --------------- | -------- |
| 1    | Rik Van Linden     | Bianchi         | 6h12'00" |
| 2    | Pierino Gavazzi    | Jollj Ceramica  | s.t.     |
| 3    | Daniele Tinchella  | Magniflex       | s.t.     |
| 4    | Aldo Parecchini    | Brooklyn        | s.t.     |
| 5    | Alessio Antonini   | Jollj Ceramica  | s.t.     |
| 6    | Francesco Moser    | Sanson-Benotto  | s.t.     |
| 7    | Giancarlo Polidori | G.B.C.-TV Color | s.t.     |
| 8    | Enrico Paolini     | Scic-Colnago    | s.t.     |
| 9    | Gianni Motta       | G.B.C.-TV Color | s.t.     |
| 10   | Gabriele Mugnaini  | Furzi-Vibor     | s.t.     |